# Philipp Seibert
Philipp Seibert (* 20. März 1915 in Gimbsheim; † 20. November 1987 in Frankfurt am Main) war ein deutscher Gewerkschafter und Politiker (SPD).

## Leben und Beruf
Nach dem Besuch der Volksschule absolvierte Seibert von 1929 bis 1932 eine kaufmännische Ausbildung und ging gleichzeitig auf eine kaufmännische Berufsschule. Anschließend arbeitete er als Technischer Kaufmann. Von 1939 bis 1945 nahm er als Soldat am Zweiten Weltkrieg teil.
Seibert war seit 1945 bei der Betriebsvereinigung der Südwestdeutschen Eisenbahnen tätig. Er schloss sich der Gewerkschaft an und war von 1959 bis 1979 Erster Vorsitzender der Gewerkschaft der Eisenbahner Deutschlands (GdED). In seine Amtszeit fiel zum Beispiel der Kampf gegen die „Dienstdauer-Vorschrift“, die überlange Wochenarbeitszeiten von bis zu 90 Stunden ermöglichte. Außerdem fungierte er als Exekutivmitglied der Internationalen Transportföderation mit Sitz in London, als Präsident der Verkehrskommission der Europäischen Verkehrsgewerkschaften EWG mit Sitz in Brüssel sowie als Vizepräsident des Verwaltungsrates der Deutschen Bundesbahn.

## Partei
Seibert war seit 1945 Mitglied der SPD.

## Abgeordneter
Seibert war Ratsmitglied der Stadt Langen. Dem Deutschen Bundestag gehörte er von 1961 bis 1976  an. Er war stets über die Landesliste Bayern ins Parlament eingezogen.